# Cyclomia sericearia
Cyclomia sericearia är en fjärilsart som beskrevs av William Schaus 1901. Cyclomia sericearia ingår i släktet Cyclomia och familjen mätare. Inga underarter finns listade i Catalogue of Life.